# Ernst Dahlström

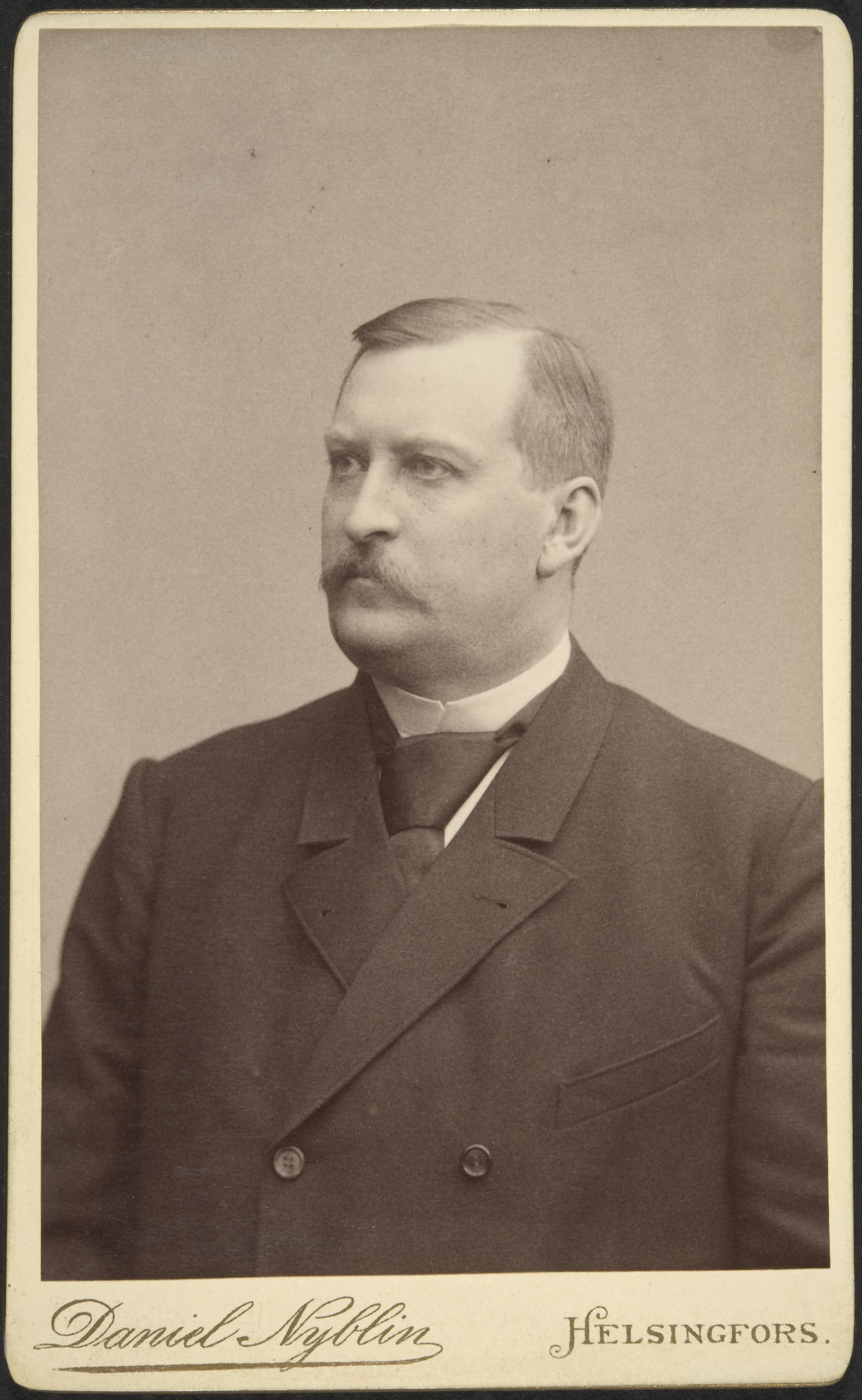
Ernst Dahlström, 1906, fotograferad av Daniel Nyblin.

Ernst Abraham Dahlström, född 26 mars 1846 i Åbo, död där 16 januari 1924, var en finländsk affärsman och donator. Han var son till Carl Magnus Dahlström och Sofia Karolina Kingelin.
Som chef för handelshuset C.M. Dahlström, som grundats av fadern på 1830-talet, innehade Dahlström länge en ledande ställning inom hemstadens affärsliv och inom flera av Finlands större industriella företag, bland annat Kymmene Ab, för vilket han 1873–1904 var verkställande direktör. Han lät tillsammans med brodern Magnus Dahlström, som var verkställande direktör för Aura sockerbruk, uppföra det ståtliga konstmuseet i Åbo och donerade medel till ett stort antal andra konstnärliga och allmännyttiga ändamål. De skänkte även stora summor till Åbo Akademi, som tillkom tack vare deras insats.
Tyngdpunkten inom företagets verksamhet låg till en början inom handel och skeppsfart, men från 1870 skedde en ökad satsning på industrin. Under och efter första världskriget avyttrade bröderna bland annat Crichton & C:o (förvärvat i slutet av 1890-talet), Aura sockerbruk och Littois klädesfabrik, varefter rörelsen nedlades.
Ernst Dahlström förlänades kommerseråds titel 1894.

## Utmärkelser
- Kommendörstecknet av Finlands Vita Ros’ orden,  16 maj 1919[1]

[Redigera Wikidata]